# Rizatriptan

Strukturformel

Rizatriptan tillhör den kemiska familjen av tryptaminer och är ett läkemedel mot akut migrän som säljs under varumärkesnamnen Rizasmelt och Maxalt. Det finns även som generisk medicin från diverse läkemedelsbolag. Det är en selektiv 5-hydroxytryptamin receptoragonist och verkar genom att avsvälla de utvidgade blodkärlen i huvudet och påverkar även nerverna i dessa kärl. Vissa studier visar att Rizatriptan även aktiverar 5-HT1-receptorerna på trillingnerven och bidrar till ett ökat blodflöde i kärlen kring kraniet, vilket också kan tänkas bidra till lättnaden av migrän.